# Cumberland Gap
Cumberland Gap város az USA Tennessee államában, Claiborne megyében. Lakosainak száma 313 fő (2020. április 1.).

## Népesség
A település népességének változása:

| 2010 | 494 |
| 2020 | 313 |